# 馮光遠
馮 光遠（ふう こうえん、1953年9月23日 - ）は、台湾外省人の映画監督・コメディアン・脚本家・作家。

## 学歴
- 台北市立士林高級中学
- 輔仁大学図書館情報学科